# روابط اسرائیل و ایسلند
روابط ایسلند و اسرائیل به روابط دیپلماتیک میان ایسلند و اسرائیل اشاره دارد. هر دو کشور عضو سازمان همکاری و توسعه اقتصادی و سازمان تجارت جهانی هستند.

## تاریخ

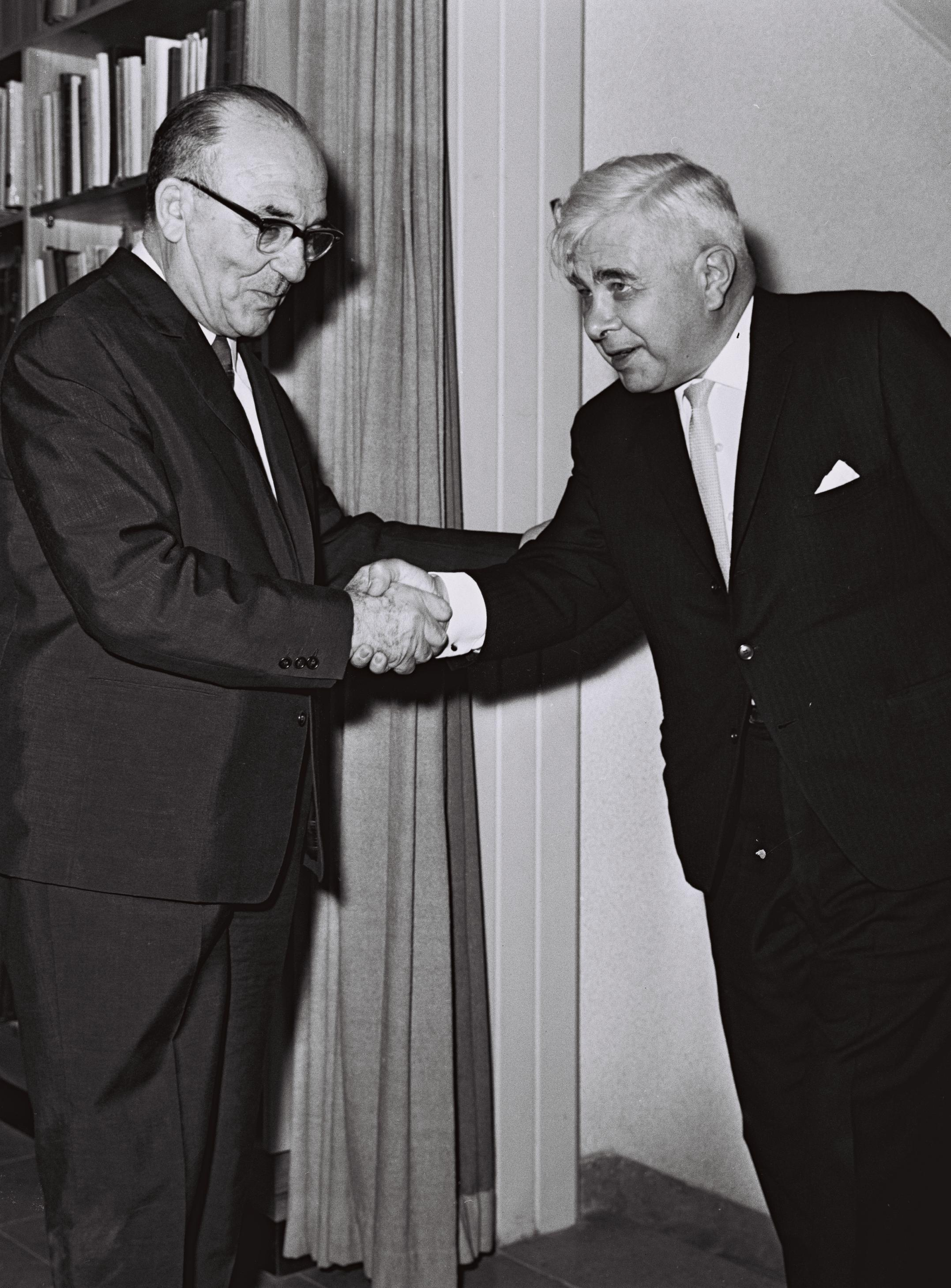
نخست‌وزیر اسرائیل، لوی اشکول و بیارنی بندیکتسون، نخست‌وزیر ایسلند، در اورشلیم، ۱۹۶۴.

### روابط اولیه
یکی از اولین تماسهای ایسلند و مردم منطقه فلسطین در دهه ۱۴۰۰ هنگامی که ایسلندیها (که در آن زمان بخشی از دانمارک بود) در جنگهای صلیبی شرکت داشتند، صورت گرفت. اولین روابط رسمی میان ایسلند مدرن و اسرائیل در ۲۹ نوامبر ۱۹۴۷ زمانی اتفاق افتاد که ایسلند به تقسیم فلسطین رای مثبت داد که منجر به ایجاد کشور اسرائیل شد. در ماه مه ۱۹۴۸ ایسلند دولت اسرائیل را به رسمیت شناخت و روابط دیپلماتیک برقرار کرد.
در سپتامبر ۱۹۶۲، نخست‌وزیر اسرائیل، داوید بن گوریون، به ایسلند یک سفر رسمی کرد و با نخست‌وزیر ایسلند، اولافور تورس دیدار کرد. در نوامبر ۱۹۶۴، نخست‌وزیر ایسلند، بیارنی بندیکتسون، به اسرائیل سفر کرد و با نخست‌وزیر اسرائیل، لوی اشکول دیدار کرد. در ماه مه ۱۹۶۶، رئیس‌جمهور ایسلند، آوسگیر آوسگیرسون برای دیدار رسمی از اسرائیل و سخنرانی کنست به اسرائیل یک سفر رسمی داشت.
در سپتامبر ۱۹۹۲، اسرائیل و انجمن تجارت آزاد اروپا (که شامل ایسلند می‌شد) توافق‌نامه تجارت آزاد را امضا کردند.

### جنجال‌ها
در جریان مسابقه آواز یوروویژن ۲۰۱۹ که در تل آویو برگزار شد، هاتاری شرکت‌کنندگان ایسلندی در هنگام پخش تلویزیونی روسری‌هایی را به دست داشتند که پرچم فلسطین بر روی آن‌ها بود.